# La Tribune des femmes
La Tribune des femmes es un periódico feminista dirigido por Suzanne Voilquin una de las autoras sansimonianas de la que existe más obra escrita localizada. Es heredero de La Femme Libre a la que Voilquin cambia el nombre cuando sus directoras Marie-Reine Guindorf y Désirée Véret abandonaron el periódico. Su primera publicación fue en 1832, en París.

## Historia
Originalmente, dos jóvenes proletarias que dejaron el movimiento sansimoniano, Marie-Reine Guindorf y Désirée Véret, publicaron un periódico con el nombre simbólico de La Femme Libre con la ayuda del doctor Malatier. Su marcha hacia el fourierismo deja espacio libre. 
Suzanne Voilquin que ya estaba escribiendo en sus columnas asume la dirección, "trabajadora, bordadora autodidacta ", no se siente cómoda con el título original  y le da un nuevo nombre : Femme nouvelle o  L'Apostolat des femmes y finalmente La Tribune des femmes.
En 1834, después del suicidio de Claire Démar, la directora Suzanne Voilquin, publicó a petición suya, a título póstumo, su segundo trabajo, Ma loi d'Avenir . 

## Cronología de títulos
Pequeñas revistas, algunas de las cuales solo tienen algunos números, pero cada título tiene su importancia en este período pionero. 
- La Femme libre
- Femme nouvelle
- L'Apostolat des femmes
- La Tribune des femmes

## Redactoras
- Claire Démar
- Marie-Reine Guindorf
- Désirée Véret
- Suzanne Voilquin